# Saprinus multistriatus
Saprinus multistriatus är en skalbaggsart som beskrevs av Roth 1851. Saprinus multistriatus ingår i släktet Saprinus och familjen stumpbaggar. Inga underarter finns listade i Catalogue of Life.